# Dundahera
Dundahera là một thị trấn thống kê (census town) của quận Gurgaon thuộc bang Haryana, Ấn Độ.

## Nhân khẩu
Theo điều tra dân số năm 2001 của Ấn Độ, Dundahera có dân số 10.640 người. Phái nam chiếm 59% tổng số dân và phái nữ chiếm 41%. Dundahera có tỷ lệ 76% biết đọc biết viết, cao hơn tỷ lệ trung bình toàn quốc là 59,5%: tỷ lệ cho phái nam là 83%, và tỷ lệ cho phái nữ là 66%. Tại Dundahera, 12% dân số nhỏ hơn 6 tuổi.